# Праздники Древнего Рима
Даты указаны в соответствии с римским календарём.

## Январь
- 1 — праздник Юноны; праздник Эскулапа; праздник Ведийова
- 3—5 — компиталии, праздник Мира
- 8 — праздник Юстиции
- 9 — агоналии, посвящённые Янусу
- 11—15 — карменталии, посвящённые Карменте; ютурналии, посвящённые Ютурне
- 12 — компиталии, посвящённые ларам
- 16 — праздник Конкордии
- 17 — праздник Фелицитас
- 19 января — 12 февраля — Форканалии
- 24—26 — паганалии

## Февраль
- 1—2 — праздник Юноны Соспиты
- 2 — праздник Цереры
- 5—17 — праздник Конкордии
- 12 — праздник Каллисто
- 13—22 — паренталии; праздник Весты
- 13—15 — Луперкалии, посвящённые Фавну
- 17 — Квириналии, посвящённые Квирину, праздник Форнакс
- 21 — Фералии, посвящённые Юпитеру
- 22 — праздник Конкордии, Каристии
- 23 — Терминалии, посвящённые Термину
- 24 — Регифугий
- 27 — Эквирии, посвящённые Марсу

## Март
- 1 — Римский Новый год, Матроналии, посвящённые Юноне, праздник Весты, 1 — 24 Ферии (Feriae Marti), посвящённые Марсу
- 7 — праздник Ведийова
- 8 — праздник Ариадны и Вакха
- 10 — Праздник Венеры
- 14 — Вторые Эквирии, посвящённые Марсу, Мамуралии, посвящённые Мамурию
- 15 — праздник Анны Перенны, праздник Юпитера
- 16—17 — Вакханалии, посвящённые Вакху
- 17 — Либералии, посвящённые Либеру и Либере, Агоналии посвящённые Марсу
- 19—23 — Квинкватрии, посвящённые Марсу и Минерве
- 23 — Тубилюстриум
- 30 — Праздник Салюс
- 31 — Праздник Луны

## Апрель
- 1 — Венералии, посвящённые Венере Обращающей Сердца (лат. Verticordia) и Фортуне Вирилис («Мужской»)
- 2 — Праздник Плеяд
- 4—10 — Мегалесции (лат. Megale(n)sia), посвящённые Кибеле
- 5 — праздник Фортуны
- 9 — Лемурии
- 12—19 — Цереалии в честь Цереры
- 15 — Фордилиций (лат. Fordicidia) в честь Теллус
- 21 — Палилии (или Парилии), посвящённые Палес
- 23 — Виналии Приория (лат. Vinalia Priora), посвящённые Юпитеру
- 25 — Робигалии (лат. Robigalia), посвящённые Робиге
- 28 апреля — 1 мая (4 мая) — Флоралии, посвящённые Флоре

## Май
- 1 — Празднества Доброй Богини (лат. Bona Dea), праздник Хирона, Геркулеса и Ахилла
- 7 — Начало Лемурий (c 7 по 15 мая) в честь мёртвых
- 10—11 — Праздник Ориона
- 13 — Квинкватрии (лат. Quinquatrus или quinquatria), посвящённые Минерве
- 14 — Тиберналии (Аргеи, изгнание духов), посвящённые Тиберину, Праздник Быка (лат. Taurus)
- 15 — Последний день Лемурий в честь мёртвых. Меркуралии, посвящённые Меркурию, праздник Весты
- 20 — Праздник Кастора и Поллукса
- 21 — Агоналии, посвящённые Вейовису
- 23 — Тубилустрий, посвящённый Вулкану
- 26—31 — Праздник Дианы, секулярные игры, посвящённые Прозерпине

## Июнь
- 1 или 7 — женский праздник Юнонии. Праздник Юноны и её сына Марса, праздник матерей-матрон. Священные растения Юноны: смоковница, гранат и груша;
- 9 — в Древнем Риме начинались весталии, праздник в честь богини домашнего очага Весты. Надевали венки на освященных ослят. На восемь дней двери храма открывались для замужних женщин, вновь разжигался священный огонь, и богине читали молитвы. После этого храм опять закрывался для всех, кроме жриц-весталок;
- 11 — Матралии, посвящённые Матери Матуте
- 23 — Праздник Весты. В июне весталки очищали священный сосуд в Храме Весты;
- 24 — Праздник Цереры, Фортуны (Фортуналии, лат. Fors Fortuna) и Весты. Начало жатвы.

## Июль
- 23 — Нептуналии, посвящённые Нептуну

## Август
- 13 — праздник невольников (servorum dies)
- 13 — вертумналии, праздник посвящённый Вертумну
- 18 — Vinalia Rustiса, праздник, посвящённый Венере
- 23 — Вулканалии, посвящённые Вулкану
- 24 — один из трёх дней, в которые был открыт мундус

## Сентябрь
- 4—5 — Подземных богов. Цереры.
- 6—19 — Римские игры в честь Юпитера, Юноны и Минервы;
- 23 — В этот день начинался священный праздник греков — Великие Элевсинские мистерии в честь Деметры и её дочери Персефоны, тайный ритуал, посвящённый схождению Персефоны в подземный мир на зимние месяцы.

## Октябрь
- 1 — Праздник Цереры (1—5), праздник Фидес
- 5 — один из трёх дней, в которые был открыт мундус Цереры
- 9 — праздник Фелицитас (Счастья), посвящённый Венере
- 11 — Медитриналии, посвящённые Медитрине
- 13 — Фонтиналии, посвящённые Фонсу
- 15 — Эквирии, посвящённые Марсу, скачки на Марсовом поле
- 19 — Армилустриум, посвящённый Марсу

## Ноябрь
- 4—17 — Плебейские игры (Ludi Plebeii)
- 13 — Ноябрьские иды, Пир Юпитера (Epulum Jovis)
- 15 — Праздник Феронии
- 18 — Праздник Цереры (также 10-19 апреля как Цереалии)
- 24 — начало 30-дневных Брумалий
- 29 — Праздник Минервы, праздник ткачей (также 19 июня)

## Декабрь
- 4 — Праздник Доброй Богини (Bona Dea)
- 5 — Фауналии, посвящённые Фавну
- 11 — Агоналии, посвящённые Солнцу Индигету (Sol Indiges)
- 15 — Консуалии, посвящённые Консу
- 17—23 — Сатурналии, посвящённые Сатурну
- 19 — Опалии, посвящённые Опе
- 21 — Дивалии, праздник Ангероны
- 23 — Ларенталии, посвящённые Ларенте
- 25 — Dies Natalis Solis Invicti — праздник Непобедимого солнца (Sol Invictus)
- 30 декабря — 1 января — Компиталии, посвящённые Ларам